# Granja y zoológico del bosque de Atatürk
La Granja y zoológico del bosque de Atatürk (en turco: Atatürk Orman Çiftliği ve Hayvanat Bahçesi) es un área recreativa y de agricultura, que alberga un zoológico, varias fincas agrícolas pequeñas, invernaderos, restaurantes, una granja de productos lácteos y una fábrica de cerveza en la ciudad de Ankara, en Turquía. La granja y el zoológico están bajo la administración del Ministerio de Agricultura y Asuntos locales.
El parque zoológico de Ankara (Turco: Ankara Hayvanat Bahçesi) es un jardín zoológico de 32 hectáreas (79 acres) fundado en 1933. Contiene algunos grandes felinos, aves, monos, varios ungulados, serpientes, y un acuario. El zoológico también cría y vende gatos de Angora.